# Matías Laborda Ibarra
Matías Laborda Ibarra (San Francisco del Monte de Oro; 31 de julio de 1916 - San Luis; 29 de julio de 1992) fue un militar argentino, perteneciente al Ejército, que alcanzó el rango de coronel en el Arma de Caballería. Fue gobernador propietario de la provincia de San Luis desde 17 de enero de 1967 al 22 de julio de 1970.

## Biografía
Nació en el norte de la provincia argentina de San Luis, proveniente de una familia tradicional de clase alta, pariente cercano de la familia Rodríguez Saá, quienes habían gobernado San Luis la primera mitad del siglo XX. Comenzó su carrera militar ingresando como cadete el 15 de marzo de 1932, en el Colegio Militar de la Nación, egresando como oficial el 23 de diciembre de 1937. Su promoción de egreso fue la 63.º, con un mérito entre sus colegas de 91. Se desempeñó en distintas tareas en la Argentina, ocupó destinos en unidades de tropa y realizó más tarde el curso de la Escuela Superior de Guerra, de donde obtuvo el título de oficial de estado mayor. En 1956 actuó como profesor de esa casa de estudios y en la Escuela Superior Técnica del Ejército y en la Escuela Nacional de Guerra. En 1960 fue designado secretario general del Ministerio de Defensa Nacional y es autor de un proyecto de ley de defensa, elaborado con la participación del doctor José Manuel Astigueta. En 1962 tuvo a su cargo la Inspección General de Instrucción del Ejército, y un año después pasó a situación de retiro el 6 de abril de 1964, obteniendo su último graduación como coronel del ejército.
Fue parte del núcleo de las fuerzas armadas opositoras al gobierno, quienes planeaban derrocar al General Juan Domingo Perón. El golpe militar se efectivizó con el nombre de Revolución Libertadora, entre el 16 y el 23 de septiembre de 1955, día este último en que el jefe de la insurrección juró con el título de «presidente», a la vez que disolvió el Congreso. Años más tarde fue nuevamente partícipe de un nuevo golpe militar para derrocar al presidente Arturo Illia, quienes a nivel nacional se designa presidente a Juan Carlos Onganía, quien no manejaba nada de política, ni siquiera quienes lo acompañaban en el gobierno, ya que se trataba más bien de gente relacionada con empresas, de tendencia nacionalista y conservadora. La Junta militar gobernante envían al interventor Eduardo Federik para asumir la gobernación de la provincia de San Luis derrocando al gobernador Santiago Besso, para instaurar el nuevo régimen, esta vez no solo proscribiendo al peronismo sino también eliminando toda idea de política, como así también a quienes la sostengan. Al poco tiempo designan a un gobernador civil pero que respondía al gobierno militar para disfrazar la situación, el Ingeniero Luis Garzo, hasta el 17 de enero de 1967 que se designa al nuevo gobernador militar Ibarra.

## Gobierno
El Coronel Ibarra, asume el gobierno provincial en una época donde el Estado Nacional estaba acostumbrado a intervenir provincias por la fuerza y sin elección electoral. Realizó importantes obras en su provincia, sobre todo en su ciudad natal. El 31 de marzo de 1967 sancionó la Ley N.º VIII-0289-2004 (3299), de impuestos a los combustibles a disposición de la Ley Nacional N° 16.657 del gobierno de facto. Una diferencia con la Municipalidad de la Ciudad de San luis ordenó que esta debía atender sus necesidades según sus propios recursos, además de iniciarle un juicio por administración fraudulenta según la ordenanza N.º 2024/88. -Expte. N.º 020-B-88.
Surgen distintos grupos de izquierda opuestos al gobierno militar destinadas a resistir y luchar contra el totalitarismo estatal, pues luchan activamente contra la ilegalidad ante la falta de un régimen democrático que permita la participación y otorgue eficientes soluciones a los agravados conflictos, pero algunos grupos de una manera particular: ahora eran agrupaciones armadas. Comienzan una inestabilidad social en el país como el "Cordobazo", el "Rosariazo" y el "Mendozazo". En junio se declara el "estado de sitio" en todo el país y se llevan a cabo hechos de gran repercusión negativa en la sociedad. En junio de 1970 renuncia Onganía y asume la "Junta de Comandantes". La misma elige presidente de la Nación el 18 de junio de 1970 a Roberto Marcelo Levingston (2.º Presidente Puntano), en su corta gestión, no logra disminuir los conflictos sociales, ni económico ni políticos. Al contrario, termina en malas relaciones con la Junta de Comandantes y con sectores capitalistas poderosos.